# اوکسهایم
اوکسهایم (به آلمانی: Üxheim) یک شهر در آلمان است که در فولکانایفل واقع شده‌است. اوکسهایم ۱٬۴۰۴ نفر جمعیت دارد.